# Ізоморфні сполуки
Ізомо́рфні сполу́ки (рос. изоморфные соединения, англ. isomorphous compounds) — хімічні сполуки, молекули яких мають подібну геометрію, близький розподіл зарядів та однакову відносну конфігурацію. Здатні взаємозамінятися в кристалічних ґратках. Наприклад, (R)-2-хлор- і (R)-2-бромбурштинові кислоти.